# La ciudad oculta
La ciudad oculta és una pel·lícula documental del 2018 dirigida per Víctor Moreno. La pel·lícula explora la infraestructura subterrània sota Madrid, incloses clavegueres, canonades, túnels de trens i passadissos artificials, amb aparicions de treballadors de manteniment, animals i viatgers.
Rodada com a coproducció internacional entre Espanya, Alemanya i França, fou estrenada al Festival de Cinema Europeu de Sevilla el novembre de 2018.

## Sinopsi
La ciudad oculta es compon principalment d'imatges d'estructures i sistemes subterranis sota Madrid, filmades pel director de fotografia José Ángel Alayón i per càmeres de vigilància. Entre els elements presentats s'inclouen les vies del tren i els túnels; canonades de clavegueram i parets de rajoles; treballadors subterranis; animals—m ara un mussol, paneroles, rates i gats salvatge; humans viatjant en metro; i vistes microscòpiques de microorganismes a les aigües residuals. La pel·lícula no inclou cap diàleg a part de les ordres ocasionals rebudes per comunicadors portàtils.

## Producció
En una entrevista del 2019 a Variety, Víctor Moreno va afirmar: "Hi va haver tres dificultats particularment significatives [amb el rodatge a la clandestinitat]. La primera era obtenir permisos que es van endarrerir durant aproximadament un any perquè implicaven moltes institucions. La segona va ser el llarg procés de cerca de localitzacions, ja que es tractava d'un espai molt gran, del qual amb prou feines hi ha referències, i que és tan gran com la ciutat que hi ha al damunt. I el tercer va ser el rodatge en si, perquè implicava rodar en espais amb un accés molt difícil, amb equipament pesat i poca o cap mobilitat."

## Recepció
A Rotten Tomatoes, la pel·lícula té una puntuació del 100% basada en sis crítiques, amb una puntuació mitjana de 8.50/10.
Javier Ocaña d' El País va elogiar la pel·lícula pel seu "formidable treball fotogràfic i sonor" i va escriure que "Víctor Moreno ha creat un estil inusual i identificable, d'extrema solidesa i bellesa". Carlos Marañón de Cinemanía va donar a la pel·lícula una puntuació de quatre estrelles i mitja de cinc, i la va anomenar "una odissea de l'espai subterrani".
Jonathan Holland, de The Hollywood Reporter, va felicitar l'àudio de la pel·lícula com a "extraordinàri, una simfonia detallada i acuradament treballada de sorolls d'enginyeria", i va qualificar la pel·lícula en general com "una peça d'ànim que és tant experiència com pel·lícula: [que] té la rara i impressionant virtut de reordenar lleugerament la nostra perspectiva a mesura que anem emergint i parpellejant." Jamie Lang de Variety va escriure que "Moreno s'endinsa en els túnels, metro i clavegueres invisibles que suporten la vida dels milions que hi viuen, juxtaposant aquell món amb el que es veu cada dia. La manca de llum o color, sons i maquinària d'un altre món i animals nocturns habiten els passadissos foscos en una experiència cinematogràfica que demana gaudir en una habitació foscaamb altaveus d'alta qualitat."